# 光岡CONVOY 88
CONVOY 88（コンボイ88）為光岡汽車所推出的原創作品電動車輛。

## 車輛歷史
2001年10月27日，第35屆東京車展會場裏，初次現身。當時，車輛被命名為ME-II。隔年，第36屆「東京車展」會場裏，公開招募ME-II的新車名。從大約3,500封招募信裏選擇命名，凡當選車輛命名者，將獲贈第一台生產的CONVOY 88乙部，最終公怖決定新車名為CONVOY 88。

### 車名語源
從車身寬度88公分和有如一家支柱般可靠的爸爸當中，取得命名靈感。

### 歷代車輛

#### CONVOY 88（2002年－2007年）
2002年10月29日，電動車輛「CONVOY 88」（コンボイ88）發表。「CONVOY 88」有著世界最窄小的88cm車身，加上有著30kg的承載重量。所以，此車輛也廣獲一般家庭與運輸業者的好評。
2007年8月31日，停止生產。

#### CONVOY 88-Li（2004年－至今）
2004年5月10日，電動車輛「CONVOY 88-Li」（コンボイ88-Li）發表。使用電動車輛「CONVOY 88」為基礎，換裝鋰離子電池（Lithium ion Battery）使用。同時，也是日本第一臺使用鋰離子電池的電動車輛。當鋰離子電池完成充電後，可具有100km以上的最大航程，更適合公司行號使用。
鋰離子電池特性：
1. 體積少1/3。
2. 效能高三倍。
3. 壽命長三倍。
4. 充電時間少1/3。

### 概念車型

#### ME-II
2001年10月27日，第35屆「東京車展」會場裏，初次現身。當時，車輛被命名為「ME-II」。
- 動力系統：電動機
- 底盤基礎：使用自行開發的底盤，外觀上覆加自製車身。
- 車體尺寸：長1995×寬880×高1590mm，軸距1450mm。

## 車輛諸元

### CONVOY 88
- 引擎（Engine）：電動機
- 最高馬力（Maximmum Power）：？
- 最大扭力（Maximum Torque）：？
- 變速系統（Transmission）：CVT
- 傳動型式（Drive system）：FF
- 懸吊系統（Suspension）：油壓式
- 煞車系統（Brakes）：？
- 車長（Overall Length）：1990mm
- 車寬（Overall Width）：880mm
- 車高（Overall High）：1630mm
- 軸距（Wheel Base）：1455mm
- 車身重量（Vehicle weight）：350kg
- 輪胎尺寸（Tyre）：4.00-8-55J
- 車輛售價（Price）：￥900,900(50Ah開)／932,400(50Ah閉)／932,400(72Ah開)／953,400(50Ah開)／656,250(50Ah閉)／729,750(72Ah開)

### CONVOY 88-Li
- 引擎（Engine）：電動機
- 最高馬力（Maximmum Power）：？
- 最大扭力（Maximum Torque）：？
- 變速系統（Transmission）：CVT
- 傳動型式（Drive system）：FF
- 懸吊系統（Suspension）：油壓式
- 煞車系統（Brakes）：？
- 車長（Overall Length）：1990mm
- 車寬（Overall Width）：880mm
- 車高（Overall High）：1630mm
- 軸距（Wheel Base）：1455mm
- 車身重量（Vehicle weight）：292kg
- 輪胎尺寸（Tyre）：4.00-8-55J
- 車輛售價（Price）：￥親自洽詢

## 備註
1. ↑  【東京ショー2002速報】公募でネーミング決定! ---光岡のマイクロ商用車 （页面存档备份，存于），〈response.jp〉
2. ↑  名は「コンボイ」　光岡自動車が1人乗り電気自動車 （页面存档备份，存于），〈business-i.jp〉
3. ↑  光岡、マイクロカーに 国内で初めてリチウムイオンを搭載 （页面存档备份，存于），〈auto-g.jp〉
4. ↑  充電で100km…光岡自動車が開発の電気自動車 （页面存档备份，存于），〈response.jp〉

## 外部連結
- 光岡自動車（页面存档备份，存于）
- MITSUOKA-MC.COM